# Ledermuelleriopsis incisa
Ledermuelleriopsis incisa är en spindeldjursart som beskrevs av Charles Thorold Wood 1967. Ledermuelleriopsis incisa ingår i släktet Ledermuelleriopsis och familjen Stigmaeidae. Inga underarter finns listade i Catalogue of Life.